# Folkungagatan, Stockholm
| Folkungagatan mot öst i höjd med Östgötagatan, januari 1963 och från samma ställe 2008 |  | Folkungagatan mot öst i höjd med Östgötagatan, januari 1963 och från samma ställe 2008 |
| Folkungagatan mot öst i höjd med Östgötagatan, januari 1963 och från samma ställe 2008 |  |                                                                                        |

Folkungagatan är en genomfarts- och affärsgata i stadsdelen Södermalm i centrala Stockholm.

## Sträckning
Gatan sträcker sig i väst-östlig riktning från Söderledstunneln vid Södermalmsavfarten/Torinetäppan och går sedan via Götgatan, Östgötagatan, Södermannagatan, Nytorgsgatan, Renstiernas gata, Borgmästargatan, Erstagatan, Londonviadukten och Tegelviksgatan och slutar vid Danviksbron där Värmdövägen tar vid. Sträckan mellan Londonviadukten och Danviksbron är en del av infartsleden från Nacka och Värmdö. Gatans längd är cirka 1 900 meter.

## Historik

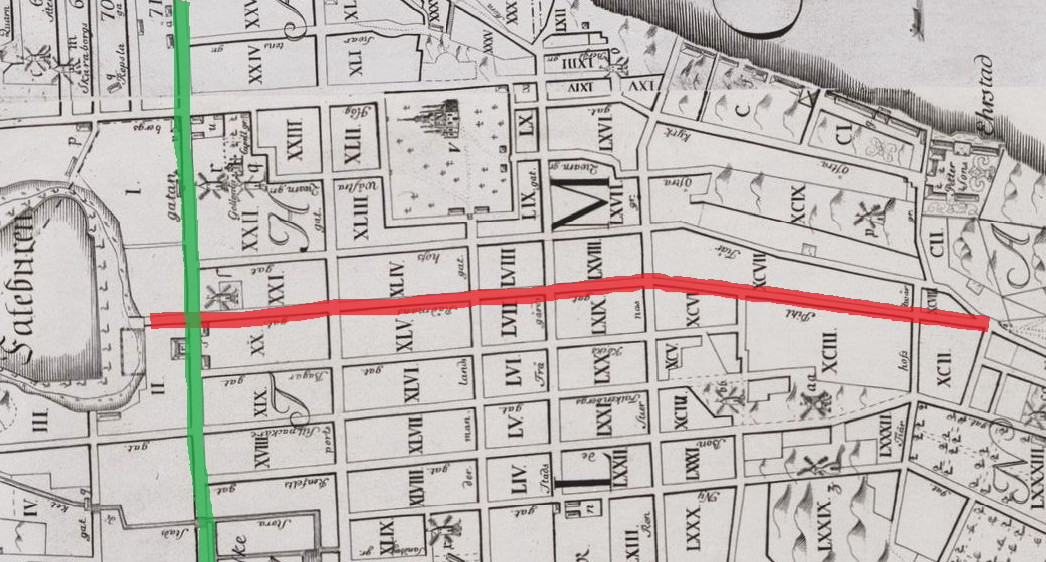
Folkungagatans nuvarande sträckning (röd) på Petrus Tillaeus karta från 1733 (grön markerar Götgatan). Kartan är norrorienterad.

Gatan fick sitt nuvarande namn i samband med den stora namnrevisionen i Stockholm 1885. Namnet tillhör kategorin "fosterländska och historiska namn" och syftar på den medeltida s.k. Folkungaätten, vilken idag av historiker oftare kallas för Bjälboätten. På Petrus Tillaeus karta från 1733 heter gatan Rådmansgatan och Pihlgatan. Efterhand övertog Folkungagatan Tjärhovsgatans roll som huvudgata på östra Södermalm. Fram till 1986 gick dess västra del ända fram till Timmermansgatan/Timmermansgränd, men på den delen ändrade man namnet till Södermalmsallén.
Tidigare namn för Folkungagatans olika avsnitt var bland annat Danwijkz gathon (1644) och Skipzhwarfswägen (1688) eftersom gatan gick ner till Stockholms stora skeppsvarv i Tegelviken. Gatans del väster om Götgatan hette tidigare Fatbursgatan efter sjön Fatburen som låg här. Längs gatan hade flera rådmän sina tomter, varför namnet Rådmannegatan och Rådmans gatan började användas. I Holms tomtbok från 1674 förekommer såväl Rådmans gatan som Borgmästaregatan. Denne borgmästare hette Hans Olofsson-Törne (död 1671). Han ägde en tomt och en kvarn (Borgmästarkvarnen) i kvarteret Gråberget.
Längs gatan låg flera biografer bland dem Lejonungen, nr 60 (nedlagd 1966), Gloria, nr 105 (nedlagd 1960) och Pelikan, nr 114 (nedlagd 1970).

### Höjningen av gatunivån
På 1980-talet, efter att Söderledstunneln byggdes, höjdes delar av gatunivån på Folkungagatan med omkring 3 meter. Än idag finns första våningen av äldre hus, samt den gamla vägen, med sin asfalt och gatsten, kvar.

### Husockupationen i Utkiken
Massmedial publicitet fick husockupationen i kvarteret Utkiken nära Londonviadukten (Folkungagatan 164) då ett dussintal ockupanter den 2 juni 1990 gick in i ett övergivet och rivningshotat hus. Polisen evakuerade huset och fick kritik för ”brutalt” ingripande. Huset revs så småningom och på platsen uppfördes i början av 1990-talet nuvarande bostadshus av Svenska Bostäder.

## Byggnader längs gatan i urval
I byggnadernas husnummer-ordning:
| Bild | Artikelnamn                   | Folkungagatan nr | Typ                           | Kort beskrivning |
| ---- | ----------------------------- | ---------------- | ----------------------------- | --- |
|      | Medborgarhuset                | 43-45            | Bibliotek, simhall, hörsal mm | Huset uppfördes åren 1936-1939 och invigdes 2 december 1939, arkitekt var Martin Westerberg. Hans medborgarhus blev en monumental byggnad med två stora fritrappor vända mot Medborgarplatsen. Fasaden är klädd med gult tegel och genombruten med vertikala fönsterband. |
|      | Sankt Eriks katolska domkyrka | 46               | Katolsk domkyrka              | Nuvarande kyrkobyggnad i kvarteret Nattugglan kom till på initiativ av den apostoliska vikarien Albert Bitter och uppfördes mellan 1890 och 1892 efter ritningar av arkitekt Axel Gillberg. Han gestaltade kyrkan i nyromansk rundbågestil och nybyzantinska inslag, med rött klinkertegel{och grå puts. 1983 utvidgades kyrkan mot syd efter arkitekt Hans Westmans ritningar. |
|      | Paulis malmgård               | 46               | Tidigare malmgård             | Byggnaden uppfördes vid sjön Fatburen på 1680-talet av Nichlas Pauli och förvärvades 1857 av Katolska församlingen i Stockholm, som 1860 inrättade här Sankt Eriks katolska kapell. Öster om kyrkan finns resterna av Paulis malmgård bevarade. Där har katolska kyrkan numera sin expedition, prästboställe och skola.                                                         |
|      | Nattugglan 19                 | 48               | Bostadshus                    | Huset i hörnet Folkungagatan/Götgatan var resultatet av en inbjuden arkitekttävling år 1929 och berörde Sankt Eriks katolska domkyrkas stora hörntomt vid Folkungagatan/Götgatan. Tävlingen vanns av arkitekt Paul Hedqvist och huset stod färdigt 1932. Mellan den kvarstående Paulis malmgård och nybyggnaden mot Götgatan skapade Hedqvist en liten innergård.               |
|      | Hotell Malmen                 | 47               | Hotell                        | Hotell Malmen i hörnet Folkungagatan/Götgatan stod färdigt 1951 och ritades av arkitekt Georg Varhelyi. För inredningen stod arkitekt Carl-Axel Acking. På hörnet mot Folkungagatan fanns redan från början en tunnelbanenedgång till station "Medborgarplatsen". |
|      | Biografen Ugglan              | 60               | Före detta biograf            | "Ugglan" öppnade som teater 1916 och lades ner som biograf i juli 1966, då hade den bytt namn till Smultronstället innan dess hette den även Lejonungen. På platsen uppfördes sedan ett stort bostadshus ritat av Bengt Lindroos och senare kallat Orangea huset för sina plåtfasader i orange kulör (se nedan).                                                                |
|      | Vägaren 23                    | 60-66            | Bostadshus                    | Huset byggdes 1971–1973 inom ramen för miljonprogrammet och ritades av arkitekt Bengt Lindroos. Det väldiga komplexet med sina orangefärgade, plåtklädda fasader kallas i folkmun Orangea huset. Byggnaden har kritiserats för sitt utseende och flera gånger utnämnts till "Stockholms fulaste byggnad", medan innergården har fått beröm som en "grön oas".                   |
|      | Droskhästen 13                | 65               | Bostadshus                    | Huset i kvarteret Droskhästen byggdes 1929 efter ritningar av Paul Hedqvist. På grund av sin fasad med enbart franska balkonger kallas byggnaden även Franska huset. Det är ett exempel för en av Paul Hedqvists byggnader gestaltad i modernistisk arkitektur men med klassicistiska inslag.                                                                                   |
|      | Salemkyrkan/ Folkungakyrkan   | 90               | Kyrka                         | Kyrkobyggnaden i kvarteret Soldaten uppfördes 1877-78 åt Stockholms andra baptistförsamlings med Johan August Westerberg som arkitekt. Efter att Salemkyrkan fick en ny församlingen som ägare 2013 byttes namnet till namnet Folkungakyrkan. |
|      | Ersta sjukhus                 | 121-127          | Sjukhus                       | År 1864 byggdes det första sjukhuset på Erstaområdet efter ritningar av Per Ulrik Stenhammar, han var även arkitekt för Ersta kyrka och diakonihuset inom samma område. Komplexet mot Fjällgatan uppfördes på 1960-talet. Här ligger numera operation, röntgen, mottagningar och administration.                                                                                |
|      | Skeppsbyggmästar- bostället   | 147              | Skola                         | Huset byggdes 1748 och ritades troligen av arkitekt Johan Eberhard Carlberg. Här bodde skeppsbyggmästaren för Södra varvet och senare varvschefen för W. Lindbergs Varvs- och Verkstads AB. Sedan 1980-talet ligger Konstskolan Basis i byggnaden. |